# Museum von Kerma
Das Museum von Kerma ist ein archäologisches Museum im Norden des Sudan im Bundesstaat asch-Schamaliyya. Es befindet sich auf dem Gelände der antiken Stadt Kerma in unmittelbarer Nähe der westlichen Deffufa. Das Gebäude des Museums ist im Stil der der traditionellen nubischen Gewölbebauweise errichtet.

## Die Sammlung des Museums

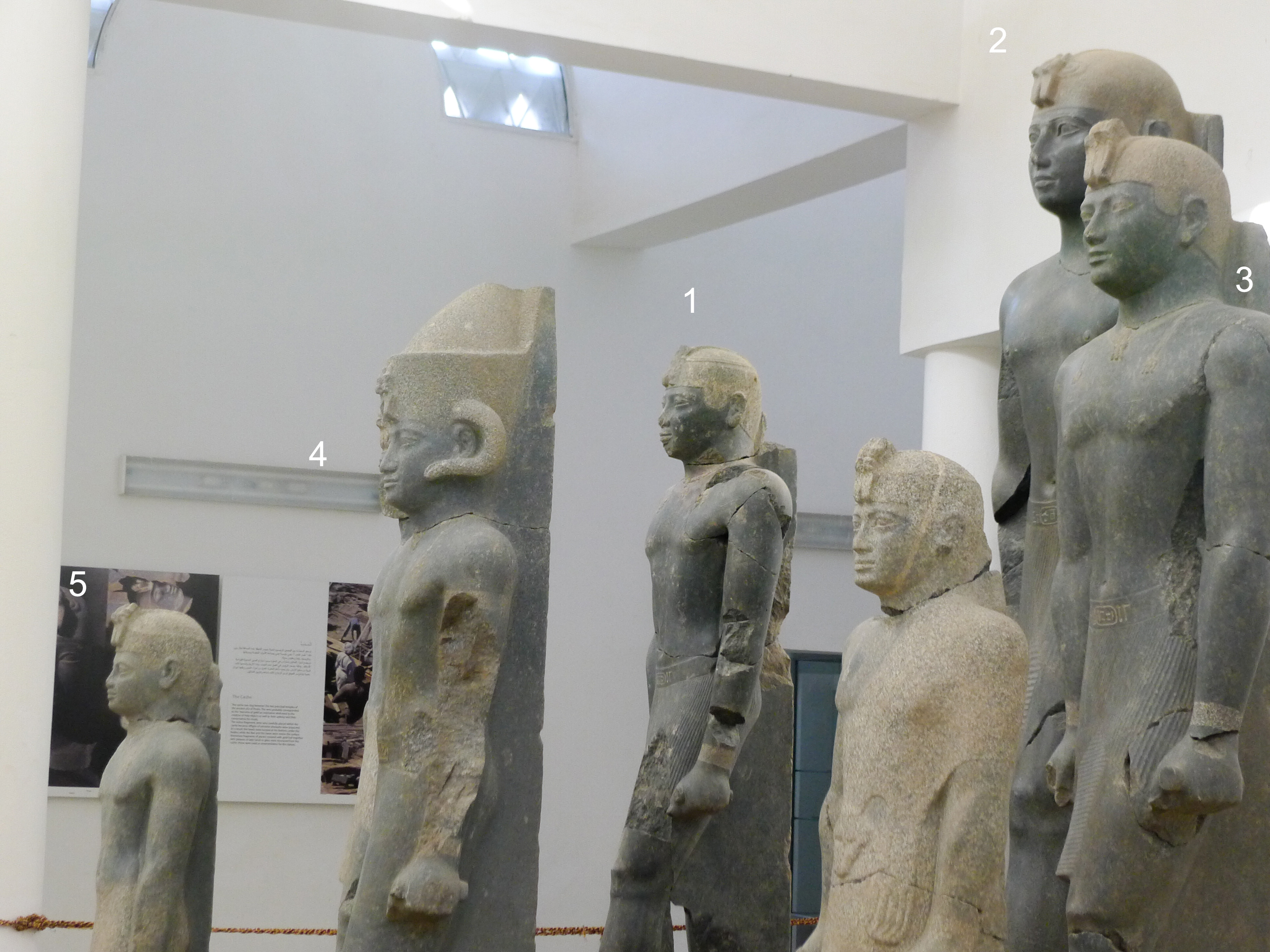
Die Statuen der nubischen Pharaonen

Das Museum zeigt Funde und Keramiken aus den Hauptperioden des Reiches von Kusch: C-Gruppen-Kultur, Königreiche von Kerma, Napata und Meroe.
Prunkstück des Museums von Kerma sind sieben schwarze Granitstatuen, die 2003 vom archäologischen Team von Charles Bonnet in einem Grab der nahegelegenen Ausgrabungsstätte Dukki Gel gefunden wurden. Mit Absicht zu ihrer Zeit zerbrochen, aber in ausgezeichnetem Erhaltungszustand, sind die vollständig zusammengesetzten Statuen im zentralen Raum des Museums aufgestellt. Die sieben Statuen repräsentieren die sogenannten nubischen schwarzen Pharaonen der 25. Dynastie Ägyptens: Taharqa, Tanwetamani, Senkamanisken, Anlamani und Aspelta.